# Carina Rydberg
Carina Rydberg, född 18 juli 1962 i Stockholm, är en svensk romanförfattare och dramatiker. Hon är kanske mest känd för sin autofiktiva roman Den högsta kasten från 1997, där hennes inkluderanden av kända personer i handlingen väckte häftig debatt.

## Biografi
Rydberg debuterade 1987 med Kallare än Kargil, som handlar om en ung desillusionerad kvinna på resa i Indien. Den följdes upp av Månaderna utan R (1989), Osalig ande (1990) och Nattens amnesti (1994).
Rydberg blev 1997 känd för sin autofiktiva roman Den högsta kasten, där historien i mångt och mycket kretsade kring besatthet, svek och hämnd. Den "vållade storm i litteratursverige" för sina i många fall mindre smickrande porträtteringar av kända svenskar som nämndes vid namn. Boken var dock något av en omvänd nyckelroman, i och med att författaren erkände att beskrivningarna delvis var fiktiva. Attackerna mot olika personer fick en del att jämföra hennes attityd med den hos August Strindberg.
Hennes andra självbiografiska roman Djävulsformeln (2000) gick ett steg längre, där romanfiguren uttalar djävulsformler över flera av de personer som förekom i Den högsta kasten. 2006 kom Den som vässar vargars tänder, som beskrivits som en raffinerad studie i ondska. Denna tematik går även igen i andra delar av Rydbergs författarskap.
Efter 16 års tystnad på boksidorna återkom Rydberg 2022 med boken Vitt slödder, en självbiografiskt inspirerad historia med beskrivningar av rasism (vitt slödder är författarens översättning av engelskans "white trash").

### Andra aktiviteter
Vid sidan av bokskrivandet har Rydberg varit aktiv som författare i andra medier. 1992 skrev hon manus till filmen Svart Lucia och sedan 1991 har hon författat minst nio teaterpjäser för Radioteatern.
Rydberg har varit kolumnist i Ny Dag och Aftonbladet.

### Romaner
- 1987 – Kallare än Kargil
- 1989 – Månaderna utan R
- 1990 – Osalig ande
- 1994 – Nattens amnesti
- 1997 – Den högsta kasten
- 2000 – Djävulsformeln
- 2006 – Den som vässar vargars tänder[11]
- 2022 – Vitt slödder

### Filmmanus
- 1992 – Svart Lucia

### Dramatik
- 1991 – Den förlorade, Radioteatern, regi Gunilla Bresky
- 1996 – Förföraren, Radioteatern, regi Peter Ferm, med bl.a. Stefan Sauk
- 2003 – Hemsökelsen, Radioteatern, regi Åsa Melldahl, med bl.a. Magnus Roosmann, Sissela Kyle, Tuva Novotny & Jonas Karlsson
- 2005 – Sylvia, Radioteatern, regi Ewa Fröling, med Ewa Fröling & Johan Rabaeus
- 2010 – Satanisterna, Göteborgs stadsteater, regi Birte Niederhaus
- 2010 – Dracula efter Bram Stoker, Radioteatern, regi Staffan Aspegren, med bl.a. Johan Rabaeus, Cecilia Ljung & Jakob Eklund
- 2010 – Tjänarinnan, Radioteatern, regi Ludvig Josephson
- 2011 – De förblindade, Radioteatern, regi Ludvig Josephson, med bl.a. Måns Westfelt
- 2015 – När skruven dras åt efter Henry James, Radioteatern, regi Ludvig Josephson

## Priser och utmärkelser
- 2008: De Nios Vinterpris
- 2009: ALIS-priset
- 2023: De Nios Vinterpris
- 2023: Stig Dagermanpriset